# ここいろ気分in福岡
『ここいろ気分in福岡』（ここいろきぶん イン ふくおか）はRKB毎日放送（RKBラジオ）で放送されている通販トーク番組である。

## 番組概要
パーソナリティー2人が季節の話題やニッセンの商品などを紹介する番組。

## 放送時間
- 日曜日 11:15 - 11:30（JST）

放送開始当時は独立番組だったが、サンデースイングライフのフロート番組として放送され、番組終了後は再び独立番組として放送中。

## パーソナリティ
- 門馬良
- 中山理恵

### 過去のパーソナリティ
- 井上さゆ梨

## スポンサー
- ニッセン